# Aleksandyr Girginow
Aleksandyr Angełow Girginow (bułg. Александър Ангелов Гиргинов, ur. 11 maja 1879 w Wielkim Tyrnowie, zm. 1 listopada 1953 w Belene) – bułgarski prawnik i polityk, minister spraw wewnętrznych Carstwa Bułgarii (1931-1934), dwukrotny minister finansów (1931, 1944), minister handlu i przemysłu (1944), deputowany do Zgromadzenia Narodowego 14. (1908—1911), 16. (1913), 17. (1914–1919), 18. (1919—1920), 19. (1920—1923), 20. (1923), 21. (1923—1927), 22. (1927—1931) i 23. (1931—1934) kadencji.

## Życiorys
Syn Angeła i Anastasii. Ukończył studia prawnicze w Lipsku, tam też obronił pracę doktorską. Po powrocie do kraju wykonywał zawód adwokata i działał w Partii Demokratycznej. W 1908 wybrany po raz pierwszy deputowanym do Zgromadzenia Narodowego. Wspólnie z Aleksandrem Bałabanowem i Josephem Herbstem redagował prorządowe czasopismo Време (Wreme).
Po obaleniu rządu Aleksandra Stambolijskiego w 1923 Girginow związał się z Porozumieniem Demokratycznym, ale z czasem z niego wystąpił i powrócił do Partii Demokratycznej. W 1931 objął kierownictwo resortu spraw wewnętrznych w rządzie Nikoły Muszanowa. Po zamachu stanu w 1934 przeszedł do opozycji. W czasie II wojny światowej był zwolennikiem zachowania neutralności przez Bułgarię.
2 września 1944 wszedł do rządu Konstantina Murawiewa jako minister finansów i minister handlu i przemysłu. Po przejęciu władzy przez komunistów skazany na rok więzienia. Wyszedł na wolność latem 1945 i podjął próbę odbudowania Partii Demokratycznej. Ponownie represjonowany od 1947, przymusowo eksmitowany wraz z rodziną z Sofii do Razgradu, a następnie do Dułowa w północno-wschodniej Bułgarii. W 1952 osadzony w obozie Belene. Zmarł 1 listopada 1953 w obozowym karcerze. Oficjalną przyczyną śmierci miał być wylew krwi do mózgu.
W 1996 Sąd Najwyższy anulował wyrok komunistycznego sądu w sprawie Girginowa.

## Publikacje
- 1907: Парламентаризъм и поемането на властта
- 1919: Отговорностите в навечерието на войната и становището на Демократическата партия
- 1921: Държавното устройство на България
- 1922: Кабинетът на Малинов-Костурков в 1918 г.
- 1923: България пред Великата война
- 1926: Народната катастрофа. Войната 1912 – 1913
- 1936: Изпитанията във войната 1915 – 1918